# Județul Bender

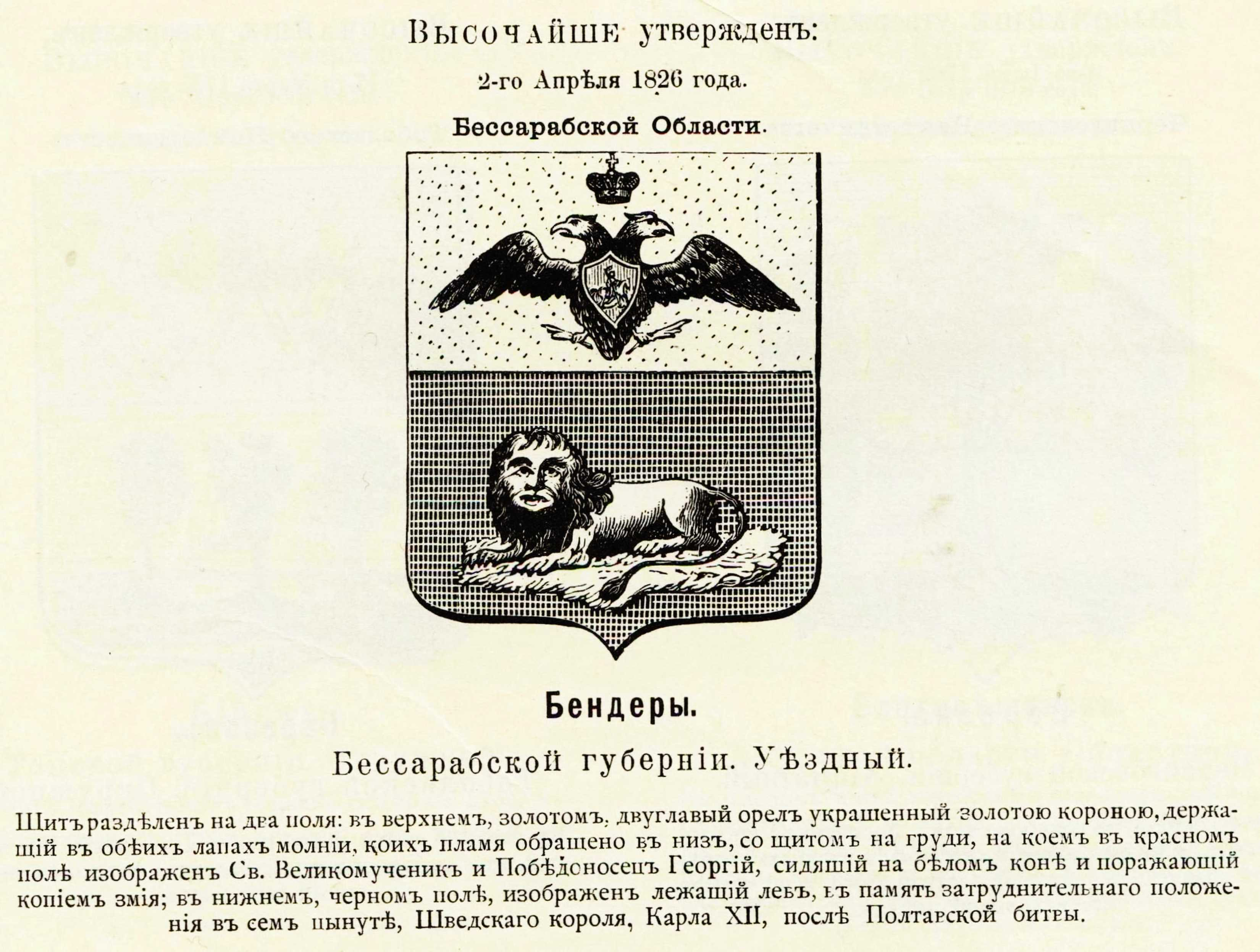
Stema ținutului la 1826.

Județul Bender / Tighina (în rusă Бендерский уезд) a fost o unitate administrativ-teritorială (uezd) din gubernia Basarabia ca partea a Imperiului Rus, constituită în 1818. Centrul administrativ al județului a fost orașul Tighina (numit de ruși Bender). Populația județului era de 194.915 locuitori (în 1897).

## Geografie
Județul Bender ocupa o suprafață de 6.144 km² (5.394 verste). La nord se mărginea cu județul Chișinău, la vest ajungea cu Prutul, respectiv – Vechiul Regat, la sud cu județele Akkerman (Cetatea Albă) și Ismail, iar la est cu fluviul Nistru și gubernia Herson.
Teritoriul său se află inclus în prezent în raioanele Anenii Noi, Căușeni, Cimișlia, Leova, Basarabeasca, Cantemir din Republica Moldova, în UTA Găgăuzia, precum și parțial raionul Tarutino din regiunea Odesa a Ucrainei.

## Istoric
După anexarea interfluviului Prut și Nistru de către Imperiul Rus, în baza teritoriilor otomane din Bugeac a fost organizat ținutul Bender și a făcut parte din oblastul Basarabia (din 1873 — gubernie). Regulamentul privind administrarea Basarabiei din 1828 înlocuiește divizarea teritorială specifică Principatului Moldovei și ținutul Bender a fost reorganizat în județ (uezd). În 1885 avea 127.396 locuitori, iar în 1897 — 194.915.

## Populație
La recensământul populației din 1897, populația județului Bender era de 194.915 locuitori, din care:
| Grup etnic           | Populație | % Procentaj |
| -------------------- | --------- | ----------- |
| Moldoveni            | 87.984    | 45,1%       |
| Găgăuzi              | 27.576    | 14,1%       |
| Maloruși (ucraineni) | 21.048    | 10,8%       |
| Velicoruși (ruși)    | 18.507    | 9,5%        |
| Evrei                | 16.643    | 8,5%        |
| Bulgari              | 14.833    | 7,6%        |
| Germani              | 5.613     | 2,9%        |
| Polonezi             | 1.247     | 0,6%        |
| Țigani               | 848       | 0,4%        |
| Greci                | 119       |             |
| Belaruși             | 115       |             |
| Armeni               | 101       |             |
| Tătari               | 96        |             |
| alții                | 185       |             |

## Diviziuni administrative

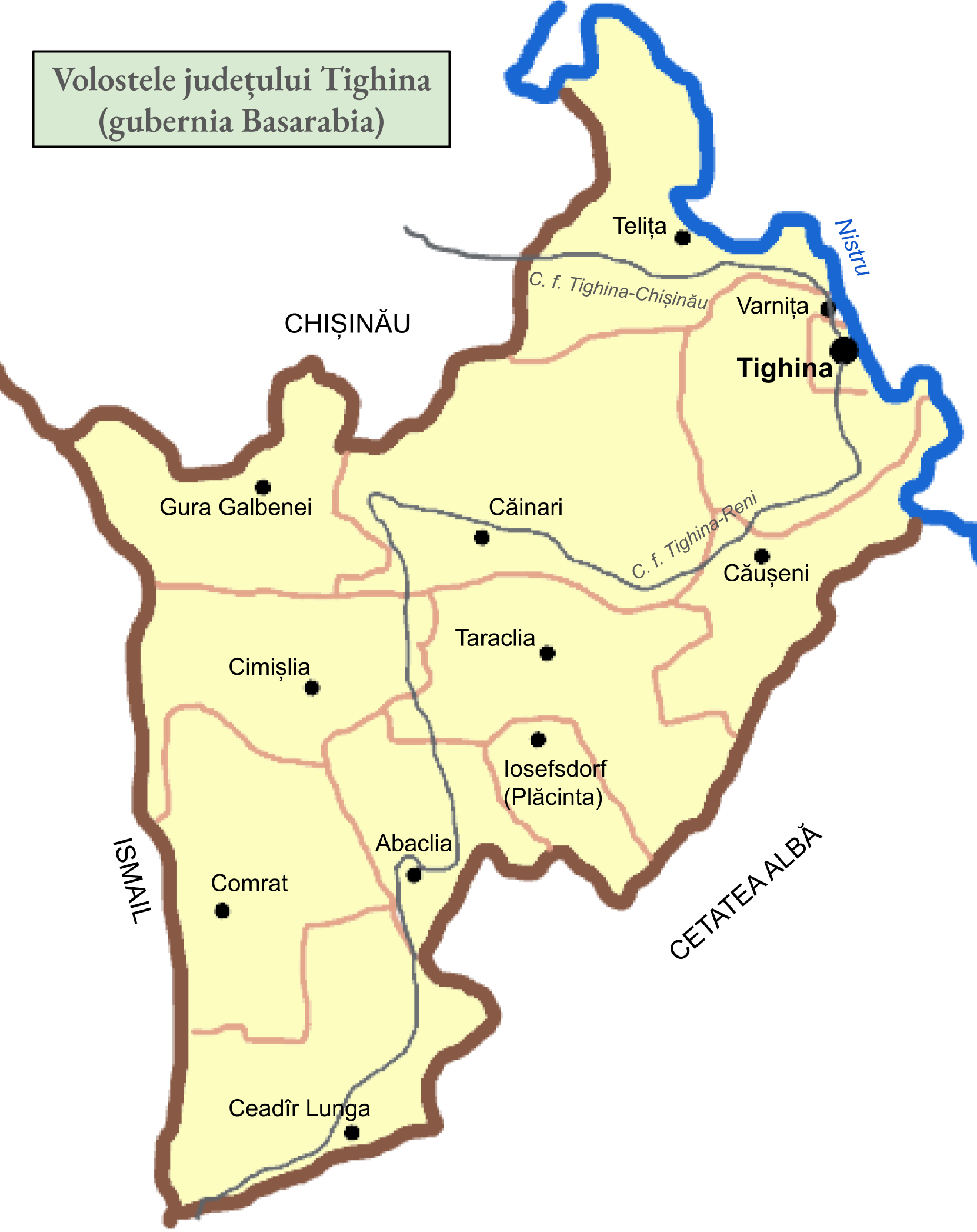
Volostele (ocoalele) județului Bender

În anul 1912, Județul Bender cuprindea 11 volosti (ocoale) și 4 comune urbane (un oraș, un târg și două sate urbane),
- Volostea Abaclia — satul Abaclia
- Volostea Căinari — satul Căinari
- Volostea Căușeni — satul Căușenii Noi
- Volostea Ceadîr-Lunga — colonia Ceadîr-Lunga
- Volostea Cimișlia — satul Cimișlia
- Volostea Comrat — satul Comrat
- Volostea Gura Galbenei — satul Gura Galbenei
- Volostea Iosefsdorf — satul Iosefsdorf (ulterior Plăcinta)
- Volostea Taraclia — satul Taraclia
- Volostea Telița — satul Telița
- Volostes Varnița — satul Varnița
- comuna urbană 1 — orașul Tighina
- comuna urbană 2 — târgul Căușeni
- comuna urbană 3 — satul Ceadîr-Lunga
- comuna urbană 4 — satul Comrat